# هریسون، شهرستان جکسون، ایلینوی
هریسون (به انگلیسی: Harrison) یک منطقهٔ مسکونی در ایالات متحده آمریکا است که در شهرستان جکسون، ایلینوی واقع شده‌است. هریسون ۹۷۰ نفر جمعیت دارد و ۱۲۴٫۰۶ متر بالاتر از سطح دریا واقع شده‌است.